# 2023年马来西亚联邦政府财政预算案 (修改版)
《2023年马来西亚联邦政府财政预算案》是第10任马来西亚首相兼马来西亚财政部安华·依布拉欣于2023年2月21日提呈到马来西亚国会下议院的2023年度马来西亚联邦政府财政预算案，作为代替2022年马来西亚大选实现政权改替而被取消的预算案。本次财政预算案的总预算是3861亿4000万令吉，占国内生产总值（GDP）的20.4%，预计财政赤字为5%。
本次财政预算案以「建设昌明大马」（Membangun Malaysia Madani）为主题，基于三项主旨及12项努力，即包容性和可持续的经济驱动、体制和治理改革，以恢复信心和社会正义，以缓和社会差距。政府计划将财政预算案分配为3个主要部分；2891亿令吉用的行政开销，990亿令吉用的发展开销和20亿令吉的应急储蓄金。

## 立法时间线
| 日期          | 机构       | 事件 |
| ------------- | ---------- | --- |
| 2023年2月21日 | 国会下议院 | 首相兼财政部长安华·依布拉欣在国会下议院提呈《2023年供应法案》提交一读，以为3天后提呈的《2023年财政预算案》做准备。 |
| 2023年2月24日 | 国会下议院 | 首相兼财政部长安华·依布拉欣在国会下议院提呈《2023年财政预算案》提交二读。                                          |
| 2023年3月9日  | 国会下议院 | 财政预算案以声浪表决在国会下议院三读通过                                                                           |
| 2023年4月5日  | 国会上议院 | 财政预算案以声浪表决在国会上议院三读通过                                                                           |

## 财政预算案概要

### 公务员津贴类
- 56级及以下的公务员，以及合约员工可获得700令吉特别援助。
- 退休公务员可获得350令吉特别援助。
- 公务员的累积年假（GCR）最高天数从160天增加至180天，并允许公务员预支50%或最多90日的累积年假。
- 对参与土耳其和叙利亚救援行动的国家搜救队成员提供每天100令吉津贴。

### 屋房发展类
- 拨款5000万令吉提升人民组屋，优先维修残旧电梯。
- 拨款3000万令吉，提升吉隆坡公共组屋的宜居性。
- 为56个指定的人民组屋提供免费网络。
- 从2023年4月1日，屋房价不超过100万令吉，家庭成员转让房产豁免印花税。

### 社会发展类
- 拨款65亿给沙巴和56亿给砂州，提升水利、电力、道路、卫生和教育设施用途。
- 拨款5000万令吉给全国非伊斯兰宗教膜拜场所用于维修用途。
- 拨款12亿令吉加快修复400间残旧诊所及380所学校，*并提高学校维修工程和简陋诊所的采购报价限额，从50万令吉增至100万令吉。
- 提供5000万令吉配对补助金，鼓励种植业通过使用机器人技术和人工智能，落实自动化运作。
- 拨款8000万令吉，改善棕榈业的可持续性，并加强打击反棕油运动。
- 提供1亿令吉数字化补助金计划，以支持予中小型企业和小型贩商业务自动化和数字化。
- 马来西亚国家银行提供10亿令吉，鼓励中小企业实现自动化流程和数字化营运。
- 提供60亿令吉作为大马发展银行（BPMP）战略融资。
- 国库控股（Khazanah）和雇员公积金局（EPF）投资15亿令吉于创新和高增长本地初创公司。
- 拨款400亿令吉，为中小企业提供各种融资便利。
- 提供5000万令吉建造和提升3000个小贩及流动摊位。
- 拨款3800万令吉，维护野生动物如老虎、大象和森林生态。
- 拨款1000万令吉，让囚犯在70公顷的监狱土地，推行监狱农业计划。
- 为222个国会选区拨款1亿令吉，透过关爱促销售卖比市价低30%的必需品

### 通讯与数码服务
- 拨款7亿2500万令吉加快实施国家数码网络（JENDELA）项目，为47个工业区和近3700所学校实施数字连接。
- 确保国家数字公司（DNB）的管理和透明，以及在2023年底将全国网络覆盖率达到80%。

### 公共教育类
教育部依然是获得最高拨款的部门，获得拨款总额为552亿令吉。高等教育部获得153亿令吉拨款。
- 拨款2000万令吉，供全国学校展开大扫除扫划。
- 拨款5亿6000万令吉兴建7所新学校。
- 派发5万台手提电脑，给教育部属下教育机构。
- 2023年3月1日起，偿还高等教育基金（PTPTN）贷款可获20%折扣，为期3个月；月收入1800令吉或以下贷款者，可延迟6个月还款。
- 学生的食物辅助计划（RMT）拨款提高至7亿7700万令吉。
- 学前教育学校食物补贴计划，拨款增至1亿800万令吉。
- 提供1200万令吉支持非政府组织为辍学的学生开设补习班。

### 医疗与卫生类
马来西亚卫生部是获得第二大拨款的部门，为363亿令吉。
- 提供30亿令吉用于聘请固定员工和逾1500名合同制医务人员、牙医和药剂师。
- 拨款7亿令吉兴建容纳476张病床的妇女儿童医院，减少马六甲医院人满问题。
- 拨款1.2亿令吉推动昌明大马医药计划。

### 公共安全类
- 马来西亚国防部获得177亿令吉拨款。
- 马来西亚内政部获得10亿令吉拨款。
- 提供10亿令吉用于加强国内安全，包括为警队采购新设备。
- 耗资4亿5000万令吉在霹雳州建新警察总部和宿舍。
- 警方D11组旗下成立特别单位，打击儿童色情和性犯罪活动。
- 拨款1000万令吉给国家诈骗应对中心（NSRC），解决网络诈骗案。

### 交通类
- 延续My50无限次乘搭公共交通月票措施。
- 免除出租车、巴士、 电召车及B2驾照的驾照考试费用[4]。
- 拨款1亿5000万令吉，以扩大短程巴士服务转型计划（SBST）至马六甲、古晋和亚庇。
- 扩建及提升槟城国际机场及梳邦机场。
- 拨款52亿令吉，作为提升马来西亚道路档案系统，维修州际道路。
- 拨款27亿令吉，维修和提升联邦道路。
- 拨款15亿令吉，提升和建设乡区和小镇道路。
- 拨款5000万令吉在车祸黑区安装路灯。
- 拨款3亿令吉给G1至G4级的承包商，作为小型的道路提升工程费用。
- 拨款10万令吉给每个县署，由县工程局负责做路洞的即时修补工作。
- 拨款200亿令吉，延续和加速落实沙巴泛婆罗大道和砂沙联通道路。

### 企业类

#### 企业家及雇主
- 聘请前国家运动员，雇主获税务减免。
- HRDCorp准备10亿令吉基金，为已登记和累计征税雇主培训雇员。
- 为雇用弱势群体、前囚犯、流浪汉的雇主，提供每月600令吉补贴，为期3个月。
- 为雇用TVET毕业生的雇主，提供每月600令吉补贴，为期3个月。
- 补贴重返职场女性80%薪金。

#### 雇员
- 为零工经济员工推出微证书技能提升计划，培训费用由政府承担，每人4000令吉。
- 提供3万5000个政联公司工作机会予青年、技职毕业生、弱势群体和退休人士。

### 税收类
- 政府决定暂时不征收消费税（GST）。
- 对奢侈品如名牌包或名表落实奢侈税。
- 对电子烟含有尼古丁的液体产品征收国内税。
- 本地电动车及组装零部件的税收优惠延长至2027年12月31日。国外进口的电动汽车税收优惠则延长至2025年12月31日[5]。
- 2023年6月1日至2024年12月31日之间自愿申报漏税者免除罚款。
- 个人所得税可征税收入3万5000令吉至10万令吉，税率下调2%
- 调高T20高收入群体的税率0.5%至2%。
- 可征税收入介于3万5000令吉至10万令吉的个人所得税率降低2%。
- 从2023年报税年起，医疗花费的税务减免从8000令吉，提高至1万令吉。
- 中小企业的首15万令吉可证税收税率从17%降至15%。
- 航空航天领域的所得税优惠和投资税收减免延长至2025年12月31日。
- 在大马交易所创业板（ACE Market）及杰出企业家加速平台（LEAP）上市的公司，上市费用可享有至多150万令吉税务减免，直至2025课税年。在主板上市的科技公司也可以获得退税。
- 海外公司迁移运营到本地的税务奖掖及关键职位所得税率15%，延长至2024年。

### 援助金类[6][7]
从「人民援助金」(Bantuan Tunai Rakyat，BTR)更改为「慈悯援助金」(Sumbangan Tunai Rahmah，STR) 提供80亿令吉拨款和额外600令吉的食品券给B40群体：
- 月收入低于2500令吉的家庭，但沒有孩子的家庭，将分期获得1000令吉的援助金。
- 月收入低于2500令吉的家庭，并拥有多过5名孩子的家庭，将分期获得3000总令吉的援助金。
- 月收入高于2500令吉的家庭，但沒有孩子的家庭，将分期获得500令吉的援助金。
- 月收入高于2500令吉的家庭，并拥有多过5名孩子的家庭，将分期获得1250总令吉的援助金。
- 月收入低于5000令吉的60岁单身人士，将分期获得6000 令吉的援助金。
- 月收入低于2500令吉的21岁至59岁单身人士，将分期获得350令吉的援助金。
- 月收入低于2500令吉的残疾人士，将分期获得350令吉的援助金。。
- 拨款8000万令吉给予「B40群体健康关怀计划」（PEKA B40）。
- 在季候风季节，小园主每月可获得200令吉援助，为期4个月。

### 社会福利援助金类
- 拨款7亿5000万令吉予经济部，实施人民收入倡议（IPR），以增加贫困人士的收入。
- 拨款4亿令吉，为18至20岁青年提供每人200令吉「慈悯青年电子钱包」（e-Tunai Belia Rahmah）。
- 国家稻米公司（Bernas）将白米进口净利的30%分配给稻农。
- 拨款16亿令吉，为稻农提供各种补贴和奖掖。另提供2亿2800万令吉给予24万稻农每月200令吉现金，为期3个月或一个季度。
- 提供税务奖掖和补助金，鼓励私人界投资于大规模农业，并提高技术的进步和使用。
- 提供加速资金津贴（Elaun Modal Dipercepatkan）和资本开销100%豁免所得税，而食品生产项目的税务奖掖申请期限将延长至2025年底，范围扩大到现代农业项目。
- 拨款3亿5000万令吉，把橡胶生产津贴从每公斤2.50令吉，提高至2.70令吉。
- 拨款2亿900万令吉，补贴东马内陆居民乘搭飞机。

### 公积金类
- 为年龄介于40至54岁，第一户口储蓄少1万令吉公积金会员，增加500令吉存款。
- 在自雇人士自愿缴纳公积金计划下，配对补贴从250令吉增加至300令吉。

### 旅游与文化类
- 拨款1亿200万令吉作为数码内容基金，加强本地艺术产品销售。

### 体育类
- 拨款3亿2400万令吉，改善训练计划和体育设施。

### 灾害管理
- 拨款1亿5000万令吉给国家灾害管理局（Nadma）购买设备和警报系统。
- 拨款5000万令吉给武装部队、消拯局和志愿警卫局，购买设备应对灾难。
- 拨款2000万令吉给2000个居民协会。
- 拨款5000万令吉，维护大自然资产。

## 外部连接
- 2023年马来西亚联邦政府财政预算案官方网站 （页面存档备份，存于）